# Batalha da Transilvânia
A Batalha da Transilvânia foi a primeira grande operação da campanha das Forças da Romênia durante a Primeira Guerra Mundial, a partir de 27 de agosto de 1916. Começou como uma tentativa do exército romeno de conquistar a província disputada da Transilvânia e potencialmente tirar a Áustria-Hungria da guerra. Embora inicialmente bem sucedido, a ofensiva foi interrompida após o ataque da Bulgária contra Dobruja. Juntamente com um bem sucedido contra-ataque alemão e austro-húngaro após 18 de setembro, o exército romeno acabou por ser forçado a se retirar dos Cárpatos até o final de outubro.

## Antecedentes
Ao longo da sua história, a Transilvânia fez parte e esteve sobre o domínio de diferentes nações. Foi parte do Império Romano, invadida pelos Mongóis, entre 1570-1711 foi um vassalo do Império Otomano, e fez parte da Áustria até sua união com o Reino da Hungria, que formou o Império Austro-Húngaro, que dos anos de 1867 a 1918 esteve sob o domínio do mesmo. 
A România manteve-se neutra nos dois primeiros anos da guerra, até se aliar secretamente com os Aliados no verão de 1916. Os Aliados prometeram a Romênia várias fatias da Hungria cheias de romenos, mas em troca desses territórios, os Aliados queriam uma invasão bem sucedida ao flanco leste Austro-Húngaro. Os romenos fizeram um grande ataque a noroeste, mas isso trouxe uma resposta rápida e cruel dos Impérios Centrais, até que em dezembro de 1916, Bucareste já estava em mãos inimigas.

## Batalha
Os sucessos da Grande (talvez não tão grande durante a guerra) Rússia na Galícia convenceram os romenos que a Áustria-Hungria está nas suas últimas. Com isso, depois de prolongadas negociações com os Aliados, finalmente eles declaram guerra e iniciam uma invasão na Transilvânia. 
As tropas romenas afastam os austro-húngaros que estão em menor número e são recebidos por uma multidão animada de soldados romenos. 
Em junho. os austro-húngaros estavam se recuperando da Ofensiva Brusilov, lançada pelos russos. Porém, depois de algum tempo a situação ficou bem menos hostil para os germânicos, graças ao grande envio de reforços, principalmente os dos alemães. A Ofensiva Brusilov continuou, mas como um assunto menor aos Império Centrais, agora o Império Austro-Húngaro não está mais a beira do colapso.
Os romenos continuaram avançando. Os austro-húngaros da Transilvânia estão em menor número e são incapazes de resistir ao ataque. O general alemão Erich von Falkenhayn, recentemente rebaixado depois de sua derrota na Frente Ocidental emVerdun foi enviado a Transilvânia, juntamente com os reforços do Impérios Centrais, onde prepara um contra-ataque que ele espera ensinar a Romênia a loucura de entrar na guerra com os Aliados. Longe da Transilvânia, as tropas búlgaras, que estavam sendo apoiadas pelos alemães, invadem o território romeno e cercam o forte de Turtucaia, começando assim, a Batalha de Turtucaia. A Bulgária queria se vingar da Romênia que a derrotou na Segunda Guerra dos Balcãs em 1913, que ocorreu um ano antes da guerra.
Os líderes romenos estavam esperando uma vitória fácil que lhes permitisse estabelecer uma "Grande Romênia", já que os austro-húngaros estavam sendo pressionados graças a Ofensiva Brusilov na Frente Oriental e os italianos no rio Isonzo, assim a invasão vindo da Romênia, seria um golpe de misericórdia e a forçaria a se render. Quando iniciaram a invasão na Transilvânia, os austro-húngaros haviam resistido bravamente a Ofensiva Brusilov,  já que os reforços dos alemães ajudaram muito, enquanto no rio Isonzo os italianos demonstravam uma grande probabilidade de uma derrota estratégica. 
O general prussiano August von Mackensen, liderou uma força búlgara-alemã que invadiu o sul da Romênia, enquanto os reforços alemães comandados por Falkenhayn chegam na Transilvânia. Falkenhayn estava ansioso para restaurar sua reputação. Os romenos foram obrigados a interromper suas operações de ataque para assumir uma postura defensiva. Sua decisão de ingressar na guerra agora os envolveu em uma batalha pela sobrevivência nacional.
Com ajuda russa, os romenos conseguiram para o Deutsches Reich e o Tsarstvo Bŭlgariya ao longo do território da Romênia. No entanto na Áustria-Hungria, eles enfrentaram um grande contra-ataque dos alemães e austro-húngaros sob Falkenhayn. Na Frente Ocidental, a guerra permanece relativamente estática, com cada lado capaz de alcançar apenas pequenos ganhos. Já no Oriente, ainda é possível uma guerra de movimento. Mackensen e Falkenhayn estavam pressionando duramente os romenos.
Mackensen uma força de búlgaros e alguns alemães que estão empurrando a Romênia ao longo da costa. Enquanto isso, na Transilvânia, Falkenhayn chegou com reforços alemães para liderar os austro-húngaros em apuros lá. Primeiro, ele forçou os romenos a ficar na defensiva, depois começou a empurrá-los de volta para a fronteira. Agora, finalmente, ele os expulsou completamente da Transilvânia, terminando assim, a batalha. Agora, Falkenhayn está pronto para liderar seu exército misto em uma invasão da própria Romênia.

## Mapas da Batalha

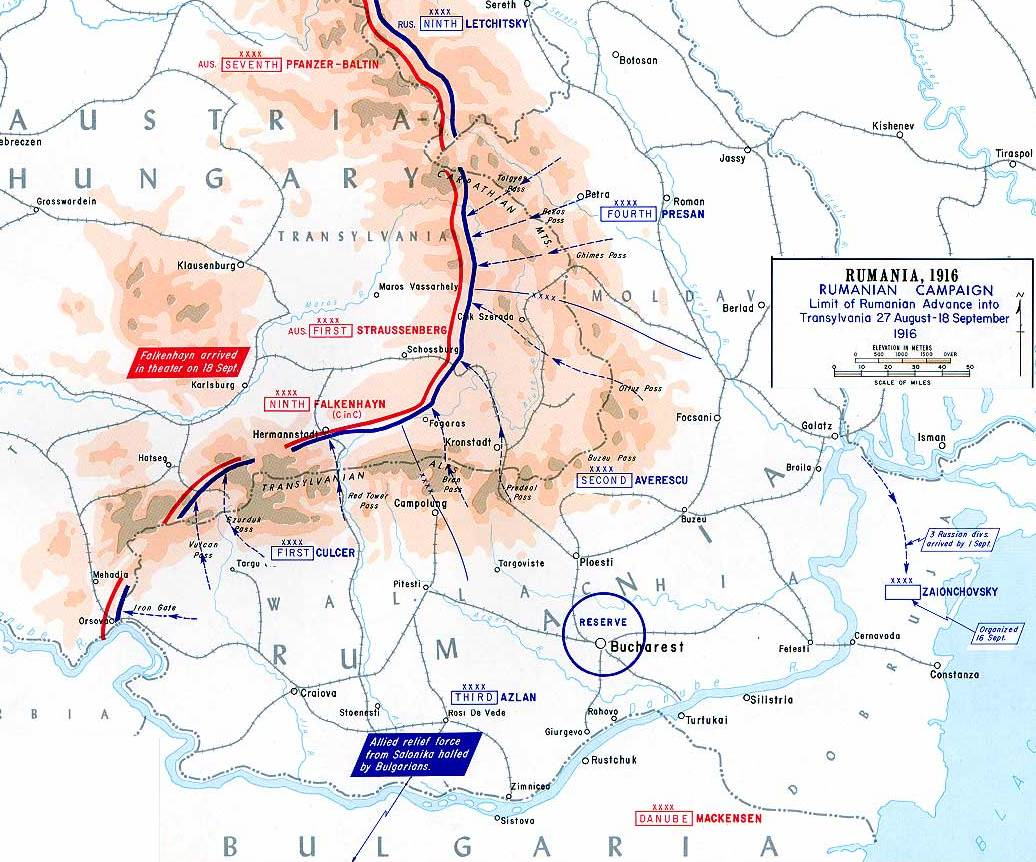
Invasão Romênia a Austro-Hungria, Agosto 1916
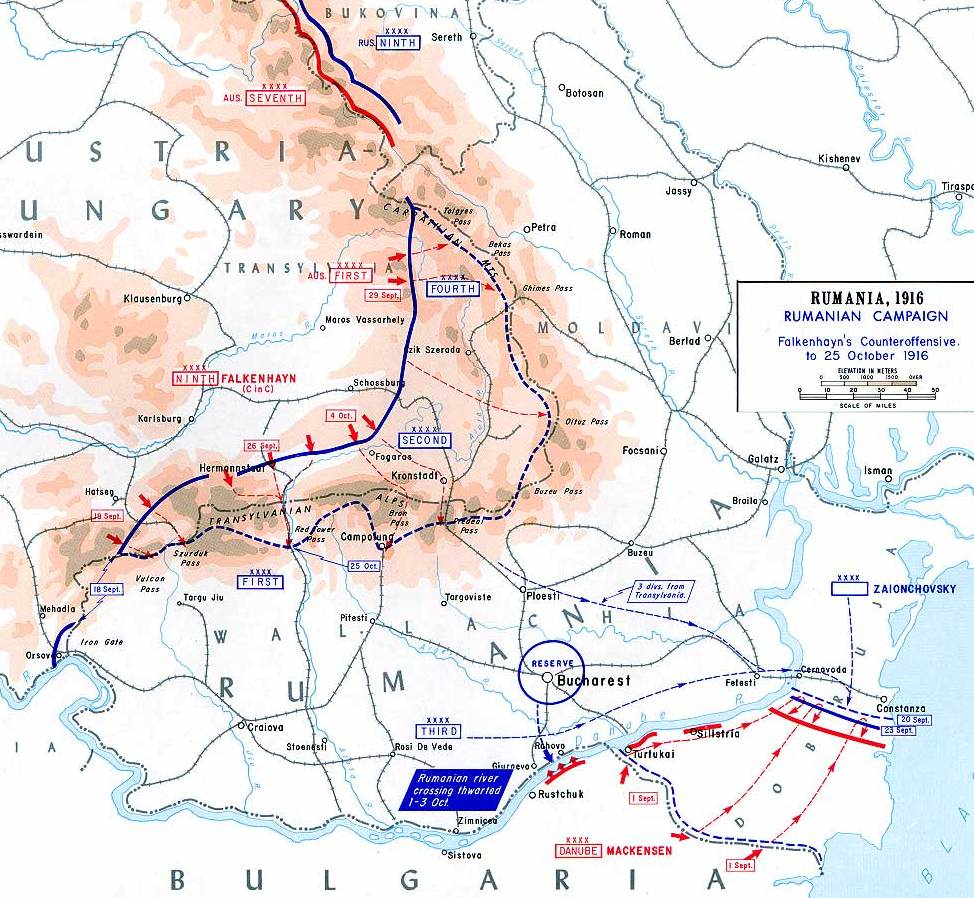
Contra Ataque das Potências Centrais, Setembro-Outubro 1916